# 佐久間象山
佐久间象山（日语：／ Sakuma Shōzan，1811年—1864年8月12日），名启之助，字子明，号象山，以号行。日本江户幕府末期思想家、兵法家，以主张公武合体和开国论而著名。

## 生平
象山出生于松代藩的藩士家庭，早年受藩主真田幸贯赏识，在其资助下游学江户。1833年，从佐藤一斋学习儒学，崇拜陆九渊，故自号“象山”；其后又转向兰学，提倡“和魂洋才”。1839年，象山在江户开设象山书院，胜海舟、坂本龙马、吉田松阴等人均出自其门下。
1841年，真田幸贯任幕府老中，任命象山负责海防；象山以多年研究上书《海防八策》。1853年，马休·佩里率美国黑船舰队强行打开日本国门，象山于此时撰写《论时务十策》上书幕府老中阿部正弘。1854年，因吉田松阴密谋出航美国，象山被捕入狱。
1862年，象山出狱，奉命上京谒见幕府将军德川家茂，主张公武合体和开国。
1864年，七月十一（8月12日），象山遭攘夷派刺客河上彦斋暗杀。
象山官职最高曾任修理亮，因此常被称为“修理”，著有《省愆录》、《象山诗钞》等。后人编有《增订象山全集》五卷。

## 人物
佐久間象山在當時既以天下第一的蘭學者聞名於世，但據傳是個性自大到異常的人物，因此樹敵頗多。
象山一直认为自己是「國之重寶」，並認為自己應該多留下優秀子嗣。他曾在予弟子坂本龍馬的信中寫道「繼承我的血統的孩子必成大器，因此我必須要多生孩子，所以幫我介紹屁股大的女性吧」（僕の血を継いだ子供は必ず大成する。そのため、僕の子供をたくさん生めるような、大きな尻の女を紹介してほしい）
刺殺象山的河上彦斋其實相當敬重象山，事實上河上當天是在不清楚刺殺對象真實身分的情況下進行襲擊的；當河上在事後得知自己斬殺的是象山時十分吃驚，感嘆「吾過去斬人，不過斬木偶矣；今斬象山，方有斬人之感」，並因此封刀。